# ده شيخ (أرزوئية)
ده شیخ (بالفارسية: ده شیخ) هي قرية تقع في إيران في Arzuiyeh Rural District. يقدر عدد سكانها بـ 213 نسمة .